# Chersotis bohatschi
Chersotis bohatschi là một loài bướm đêm trong họ Noctuidae.